# Wörterbucheintrag
Ein Wörterbucheintrag ist in der Sprachwissenschaft und Terminologielehre die kleinste selbstständige Einheit eines Wörterbuchs. Der Eintrag setzt sich aus dem Stichwort und der zugeordneten Eintragsinformation zusammen.
Im Kontext der Normierung innerhalb der allgemeinen Terminologielehre ist Wörterbuch bzw. Fachwörterbuch die übergeordnete fachsprachliche Benennung für Nachschlagewerke, die allgemeinsprachlich auch als Lexikon, Enzyklopädie und Glossar bezeichnet werden.

## Stichwort
Das Stichwort ist, als Teil des Wörterbucheintrags, ein Wortschatzelement das dem Einordnen und dem Auffinden des Eintrags dient. In diesem Zusammenhang ist ein Lemma ein Stichwort, das in seiner Grundform notiert ist.

## Eintragsinformation
Die Eintragsinformation ist der Teil des Wörterbucheintrags, der dem Stichwort als die explizite Information zugeordnet ist. Die Art der Information ist vielfältig, sie kann aus sprachbezogenen oder sachbezogenen Erläuterungen bestehen. Beispielsweise der Angabe von Paraphrasen, Definitionen, Synonymen und Antonymen, Hinweisen zur Verwendung im Sinne der Einordnung in ein Fachgebiet, Wiedergabe von Kurzformen und Langformen sowie fremdsprachigen Entsprechungen oder Verweisen. Die Art und Weise der Eintragsinformation richtet sich nach Ziel und Zweck des Wörterbuchs. Nach der überwiegenden Art der Information wird differenziert zwischen Sprachwörterbuch oder Sachwörterbuch, einsprachiges Wörterbuch oder mehrsprachiges Wörterbuch.